# Premios Oye!
Premios Oye! é o prêmio de maior consagração da indústria musical mexicana, presenteado anualmente pela Academia Nacional de la Música, honrando conquistas na arte de gravação musical e provendo suporte à comunidade da indústria musical do país.
A Academia Nacional de Música do México é a única associação que homenageia tanto as conquistas artísticas, quanto o desempenho técnico e o êxito na indústria musical, sem usar as vendas de álbuns ou os resultados nas paradas de sucesso como critério principal. O sistema de realização do Oye! é igual ao do Grammy nos Estados Unidos e ao Juno no Canadá, ambos dados pelas associações musicais de seus países.

## Academia Nacional de la Música
A Academia Nacional de la Música (ANAMUSA), organização de músicos, produtores, engenheiros de som, foi criada pela AMPROFON, a associação de gravadoras do país, já com a intenção de criar um prêmio para a música nacional. Atualmente, a ANAMUSA conta com o apoio do Ministério da Cultura do Mexico.

## Latin Grammy
O Oye! foi criado dois anos depois do Grammy Latino. Assim, alguns profissionais põem em dúvida se o Oye! é o prêmio de música mais importante do México. 
Em 2006, a ANAMUSA comentou que respeita e admira a atitude dos Estados Unidos em criar uma versão latina do cobiçado Grammy, mas que vê a necessidade de um prêmio de raízes mexicanas, para reconhecer a música mexicana. A ANAMUSA, assim, colocou o Grammy Latino como o segundo prêmio mais importante da música do México.

## Categorias

### Para artistas nacionais
1. Álbum do ano[1]
2. Canção do ano
3. Revelação do ano
4. Melhor Artista Masculino
5. Melhor Artista Feminina
6. Melhor Grupo
7. Melhor Videoclipe
8. Melhor Artista Rock
9. Melhor Artista Nortenho
10. Melhor Artista Ranchero
11. Melhor Artista Tropical
12. Melhor Artista Grupenho
13. Melhor Música Tema de Novela
14. Prêmio em Homenagem à Trajetória Artística
15. Prêmio do Público (única categoria de votação popular)

### Para artistas americanos
1. Álbum do ano
2. Canção do ano
3. Revelação do ano

## Outros prêmios da música mexicana
- Grammy Latino
- Los Premios MTV Latinoamérica
- Premios TV Azteca
- Kid's Choice Mexico